# Geração de massa
Em física teórica, o mecanismo de geração de massa é uma teoria que descreve a origem da massa a partir das leis mais fundamentais da física. Os físicos propuseram uma série de modelos que defendem pontos de vista diferentes sobre a origem da massa. A dificuldade do problema deve-se ao fato da massa estar fortemente conectada à  interação gravitacional, e não há qualquer teoria de interação gravitacional que  reconcilia com o Modelo Padrão da física de partículas.
Existem dois tipos de modelos de geração de massa: modelos livres de gravidade e modelos que envolvem gravidade.

## Modelos livres de gravidade
Nessas teorias, tal como o próprio Modelo Padrão, a interação gravitacional sequer está envolvida ou não é relevante.
- O mecanismo de Higgs baseia-se em uma quebra espontânea de simetria do potencial de um campo escalar. O modelo padrão usa esse mecanismo como parte do modelo Glashow–Weinberg–Salam para unificar as interações eletromagnética e fraca. Este modelo foi um de tantos outros que prediziam a existência do bóson de Higgs escalar.
- Modelos Technicolor quebram a simetria eletrofraca em novas interações de gauge, que foram originalmente modeladas sobre a cromodinâmica quântica.[1][2]